# 泰氏鈍鰕虎魚
泰氏鈍鰕虎魚（学名：Amblygobius tekomaji）為輻鰭魚綱鰕虎鱼目鰕虎鱼科鈍鰕虎鱼属的其中一種，分布於西印度洋區的莫三比克及塞席爾群島海域，生活在礁沙混合區海域，通常成對出現，會掘砂築巢，以小型無脊椎動物等為食。

## 扩展阅读
維基物種上的相關：泰氏鈍鰕虎魚